# Governo Depretis V
Il governo Depretis V è stato il ventiduesimo esecutivo del Regno d'Italia, il quinto guidato da Agostino Depretis.  
Esso, nato in seguito alle dimissioni del governo precedente, è stato in carica dal 25 maggio 1883 al 30 marzo 1884 (sebbene già dimissionario dal precedente 20 marzo), per un totale di 310 giorni, ovvero 10 mesi e 5 giorni.

## Compagine di governo

### Appartenenza politica
| Partito | Partito          | Presidente | Ministri | Totale |
| ------- | ---------------- | ---------- | -------- | ------ |
|         | Sinistra storica | 1          | 10       | 11     |

### Situazione parlamentare
NOTA: Ai tempi del Regno d'Italia, poiché secondo lo Statuto Albertino il governo rispondeva nei fatti al solo Re, la fiducia parlamentare in senso moderno non era obbligatoria (ed in tal senso vari sono stati i casi di formazione di un governo palesemente privo di tale supporto). La prassi di determinare la sopravvivenza dell’esecutivo in base al supporto parlamentare, dunque, si è andata sviluppando solo successivamente, specie con l’ascesa dei partiti di massa e con l’introduzione del sistema proporzionale, in tempi molto più tardi rispetto all’unità, ed ufficialmente solo con la Costituzione della Repubblica Italiana. Per questo motivo, il grafico sottostante espone, secondo ricostruzioni e dichiarazioni, nonché secondo la composizione del governo, l’eventuale supporto che questo avrebbe o ha ottenuto.
| Camera              | Collocazione | Partiti                             | Seggi     |
| ------------------- | ------------ | ----------------------------------- | --------- |
| Camera dei deputati | Maggioranza  | DEM (289), IND (9)                  | 298 / 508 |
| Camera dei deputati | Opposizione  | PLC (147), ER/DEM-D. (62), PSRI (1) | 210 / 508 |

## Composizione
| Carica                                | Titolare                                        | Titolare                                                              | Titolare                                                   |
| Presidenza del Consiglio dei ministri | Presidenza del Consiglio dei ministri           | Presidenza del Consiglio dei ministri                                 | Presidenza del Consiglio dei ministri                      |
| ------------------------------------- | ----------------------------------------------- | --------------------------------------------------------------------- | ---------------------------------------------------------- |
| Presidente del Consiglio dei ministri |                                                 |                                                                       | Agostino Depretis (Sinistra storica)                       |
| Ministero                             | Ministri                                        | Ministri                                                              | Ministri                                                   |
| Affari Esteri                         |                                                 |                                                                       | Pasquale Stanislao Mancini (Sinistra storica)              |
| Agricoltura, Industria e Commercio    |                                                 |                                                                       | Domenico Berti (Sinistra storica)                          |
| Lavori Pubblici                       |                                                 |                                                                       | Francesco Genala (Sinistra storica)                        |
| Interno                               |                                                 |                                                                       | Agostino Depretis (Sinistra storica)                       |
| Pubblica Istruzione                   |                                                 |                                                                       | Guido Baccelli (Sinistra storica)                          |
| Guerra                                |                                                 |                                                                       | Emilio Ferrero (Sinistra storica)                          |
| Marina                                |                                                 |                                                                       | Ferdinando Acton (Indipendente) (fino al 17 novembre 1883) |
| Marina                                |                                                 | Andrea Carlo Agostino Del Santo (Indipendente) (dal 17 novembre 1883) |                                                            |
| Finanze                               |                                                 |                                                                       | Agostino Magliani (Sinistra storica)                       |
| Grazia e Giustizia e Culti            |                                                 |                                                                       | Bernardino Giannuzzi-Savelli (Indipendente)                |
| Tesoro                                | Agostino Magliani (Sinistra storica) Ad interim | Agostino Magliani (Sinistra storica) Ad interim                       | Agostino Magliani (Sinistra storica) Ad interim            |

## Cronologia

### 1883
- 25 maggio - Il governo giura dinnanzi al Re.
- 6 luglio - Il Parlamento modifica le tariffe doganali in senso protezionistico[6].
- 8 luglio - Su proposta di Luigi Luzzati, entra in vigore la Cassa Nazionale Assicurazione Infortuni sul Lavoro.[7].

### 1884
- 20 marzo - Il governo, conscio già del progressivo assottigliamento della maggioranza in svariate votazioni, si dimette ufficialmente a causa dell'esigua maggioranza con cui Michele Coppino era stato eletto Presidente della Camera[8]. Il Re tuttavia, informato del fatto che il Presidente del Consiglio non aveva perso la fiducia del Parlamento e che anzi godeva personalmente di una maggioranza parlamentare forte, gli riassegna nuovamente un mandato esplorativo.
- 30 marzo - Con il giuramento del nuovo esecutivo termina ufficialmente l’esperienza di governo.